# Rhinecanthus rectangulus
Rhinecanthus rectangulus (humuhumunukunukuapua'a em havaiano; significando "um peixe com focinho parecido ao do porco") é uma das várias espécies de cangulo, também chamados de peixe-porco.
Classificado como Rhinecanthus rectangulus, o cangulo-havaiano ou peixe-porco-havaiano é um peixe da família Balistidae, endêmico do Indo-Pacífico.
Muitas vezes, é afirmado que o nome havaiano é uma das palavras mais longas no próprio idioma e também que "o nome é maior que o peixe".

## Descrição
Os dentes do cangulo-havaiano são azuis e são relativamente próximos entre si dentro de sua boca gorda, ela tem também uma "segunda coluna", que pode utilizar para bloquear a sua principal coluna em uma posição vertical. O peixe pode entrar em pequenas fendas e bloquear a sua coluna, ficando extremamente complicado para sair. Além disso, o peixe emite ruídos quando foge de seus predadores, possivelmente, um "convite" para avisar os outros de um perigo perto do cangulo.
Uma particularidade interessante do comportamento deste peixe é a capacidade de lançar jatos de água de sua boca. Estes jatos ajudam a encontrar peixes e invertebrados bentônicos que podem estar enterrados no substrato. O cangulo pode muitas vezes ser visto cuspindo a areia da boca, a fim de filtrar o material em busca de detritos comestíveis ou organismos.
O cangulo pertence a uma classe de animais muito agressivos que geralmente matam as espécies ao seu redor. Assim, o peixe é normalmente encontrado solitário. Isto é particularmente verdade em cativeiro. Esses peixes têm a notável capacidade de alterar rapidamente sua coloração.

## Estado dos peixes no Havaí
Devido ao vencimento de uma lei estadual no Havaí, o peixe-porco deixou de ser o peixe do estado do Havaí em 1990.  Em 17 de Abril de 2006, foi apresentada ao governador do Havaí a HB1982, um novo recife permanente de humuhumunukunukuapua'a do estado do Havaíʻ.  A lei entrou em vigor no dia 2 de Maio de 2006 e foi eficaz após a sua aprovação.

## Música
Humuhumunukunukuapua'a é o nome de uma música do filme High School Musical 2 interpretada e cantada por Ashley Tisdale e Lucas Grabeel.

## Significados
Humuhumunukunukuapua'a significa "um peixe com um focinho de porco, mas com o mesmo curto" em havaiano. Não é, como muitos acreditam, o maior peixe em nome do Havaí; que pertence a distinção lauwiliwilinukunukuʻoiʻoi ("peixes com uma forma wiliwili de folha"), o peixe-borboleta (Chaetodontidae) Forcipiger longirostris.